# Raffaele Imperiale
Raffaele Imperiale (Castellammare di Stabia, 24 ottobre 1974) è un ex mafioso e collaboratore di giustizia italiano.
È considerato uno tra i più importanti narcotrafficanti del mondo. Ha acquisito notorietà quando due dipinti di Van Gogh, rubati nel 2002 ad Amsterdam dal museo Van Gogh, sono stati recuperati a Castellammare di Stabia nel 2016 all'interno di una sua vecchia villa, nascosti in una cavità muraria accanto alla cucina. Si riteneva che vivesse a Dubai ed è stato ricercato dalla Polizia italiana, in quanto accusato di traffico di cocaina su larga scala, ed è stato condannato a 8 anni e 4 mesi, per poi essere individuato ed arrestato il 4 agosto 2021 proprio a Dubai.

## Biografia
Imperiale nasce in Italia, a Castellammare di Stabia, comune della città metropolitana di Napoli. La sua famiglia era ben nota poiché suo padre è stato - unitamente al socio ed ex reggente del clan D'Alessandro, Renato Raffone - presidente della squadra di calcio della Juve Stabia e costruttore di molti edifici della città stabiese. Nella sua infanzia Imperiale fu vittima di un tentativo di rapimento, ma riuscì a scappare e tornare a casa sano e salvo. È sempre stato un mistero come sia riuscito a fuggire. Aveva un fratello maggiore che morì nel 1996 e gli lasciò in eredità il coffeeshop Rockland ad Amsterdam da dove Imperiale iniziò la sua nota carriera criminale vendendo droga. Dopo aver stretto alleanze con organizzazioni criminali sudamericane, ha importato cocaina nelle maggiori piazze di spaccio napoletane grazie anche ad un'alleanza con il clan degli Amato, che tuttavia ha provocato la faida di Scampia e Secondigliano con i Di Lauro. Viene soprannominato Lello Ó parente o Zio Lello.

## Carriera
Imperiale, figlio di uno dei più noti costruttori di Castellammare di Stabia, ha iniziato la sua carriera di signore della droga nel 1996 ad Amsterdam quando ha ereditato dal fratello maggiore, scomparso nel novembre dello stesso anno, il Rockland coffeeshop, uno di quei negozi dove legalmente si vende e si consuma hashish e marijuana.
A quel punto l'ambizione imprenditoriale di Imperiale gli fece capire che poteva fare fortuna con le droghe leggere autorizzate e molto altro ancora. Così il suo salto di qualità è stato perseguito tra la fine del 1997 e l'inizio del 1998, quando ha collaborato con il clan Amato-Pagano, in seguito divenuto noto come clan degli Scissionisti, il quale, dopo la faida di Scampia e Secondigliano, durante la quale si contrappose al clan Di Lauro, si impose nei quartieri a nord di Napoli.
In quegli anni iniziò poi a rifornire i suoi partner di cocaina, acquisita da un suo contatto conosciuto ad Amsterdam, Rick Van de Bunt detto “il biondo”, che aveva rapporti diretti con narcos sudamericani.
La collaborazione di Imperiale con Van de Bunt è durata fino al 2008, anno in cui è stato assassinato a Madrid dove viveva, ma a quel punto ha mantenuto la sua struttura di narcotraffico internazionale ampliata ed è riuscito a lavorare per molti anni rimanendo incensurato alle forze dell'ordine e mai intercettato.
È solo nel 2016, dopo ulteriori indagini della polizia indotte da testimonianze di collaboratori di giustizia (detti pentiti) che per la prima volta Imperiale è stato colpito da una sentenza del gip italiano che lo ha individuato come signore della droga e accusato di traffico di cocaina su larga scala a livello internazionale, con condanna a 18 anni in primo grado, poi ridotta a 8 anni per la sua collaborazione, che ha portato alla restituzione di 2 dipinti di Van Gogh rubati nel 2002 ad Amsterdam dal museo Van Gogh.
In quell'anno, infatti, l'Imperiale trattò la sua condanna e quella dei suoi collaboratori, in particolare il suo partner Mario Cerrone che guidò le forze dell'ordine al recupero dei 2 dipinti rubati, precedentemente acquistati da Imperiale e conservati con cura in una vecchia villa della sua città natale.
Imperiale è riuscito per quasi tutta la sua carriera a non lasciare traccia, l'unica fotografia documentata è quella con il braccio destro nella finanza Attilio Repetti che ha lavorato a stretto contatto con lui gestendo i suoi investimenti Durante la sua permanenza da latitante a Dubai, ha comprato per qualche milione di euro, pure un'isola artificiale chiamata "Taiwan", facente parte dell'arcipelago artificiale "The world" al largo di Dubai. Addirittura aveva un progetto di costruzione e dopo l'arresto l'avrebbe pure offerto allo Stato Italiano. 

## Latitanza ed estradizione
Nel gennaio dello stesso anno è stato inserito nella lista dei latitanti di massima pericolosità per traffico internazionale di sostanze stupefacenti con finalità mafiose, per cui è stato condannato a 18 anni di reclusione in primo grado, ridotti a 8 anni e 4 mesi in Cassazione per la sua collaborazione dove sono stati restituiti alle autorità italiane i famosi dipinti e altri assets guadagnati da Imperiale con la sua prolifica ventennale attività illecita, e sono state diramate internazionalmente le ricerche per la sua estradizione. Egli viveva a Dubai ma la mancanza di un trattato di estradizione tra gli Emirati Arabi Uniti e l'Italia non ne aveva finora permesso il suo arresto. Dopo esser stato arrestato il 4 agosto 2021 a Dubai, è stato alla fine estradato in Italia il 25 marzo 2022.

## Alleanze
Negli ultimi anni, durante la sua latitanza, Imperiale è riuscito ad espandere i suoi contatti e ha collaborato con altri baroni della droga tra cui l'irlandese Daniel Kinahan, l'olandese-marocchino Ridouan Taghi, il cileno Richard Riquelme Vega, noto come Rico, il cartello del Golfo colombiano, gli Scissionisti di Secondigliano e la famiglia calabrese dei Mammoliti, appartenente alla 'ndrangheta.